# 坎佩切
圣弗朗西斯科·德·坎佩切（西班牙語：San Francisco de Campeche）是墨西哥坎佩切州的州府，位于墨西哥湾南部的坎佩切湾。坎佩切是一座海滨城市，截止2005年全市总人口211,671人。
坎佩切由西班牙征服者在1540年建立。不过，这里早在玛雅文明时期就是一个名为阿·金·佩奇的部落，当时有3000多个建筑物和一些纪念碑，其中的一部分遗址至今依然可见。此外，这个城市还保留了许多西班牙殖民时期修建的城墙，这些保存较为完好、质量较高的建筑使得坎佩切在1999年时被联合国教科文组织列入世界遗产，登录名称为坎佩切历史要塞城。

## 历史
1686年以前，坎佩切常常受到海盗和掠夺者的攻击。之后由于城市政府建筑防御工事，委托法国工程师路易斯·布沙尔设计了一座环绕城市的护城墙。这座墙俯看呈六边形，厚2.5米，高6-8米，周长2560多米，角落处有8个防御用的碉堡。整个防御工事的建设，从1686年一直持续到1704年。在其完工后，来自海上的威胁得到相当程度的缓解。它不止成功阻挡了海盗，也将外来者与原住民隔离开来，使得掌控着坎佩切政治经济命脉的西班牙人占据了城内的土地，土著人则被赶到城外居住。 
坎佩切的历史可以追溯到1517年，该市最早是一个名为Ah Kim Pech的玛雅人村落。在17世纪时，建立起了环绕城市的护城墙，用以对付海盗。至今尚有两处堡垒、七个碉楼和三个炮台可见。不过城墙已有不少断口，而四处城门也只剩下“海门”和“地门”两个。当地所保留的方济各大教堂、古玛雅遗址、旧城墙和堡垒等景点吸引很多游客，有些则被辟为博物馆。而西班牙殖民者建造的巴洛克式建筑，则成了坎佩切老城区的标志性符号。
坎佩切历史要塞城是17-18世纪人类一个杰出的防御建筑系统，由于至今保存较为完好且质量较高，联合国教科文组织在1999年时将其列入世界遗产。

## 社会
至2005年，全市总人口211,671人。在语言方面，约有85％的市民把西班牙语作为母语，由于坎佩切还有一个土著部落（主要是玛雅人），因此大约有15％的将尤卡坦玛雅语作为母语。

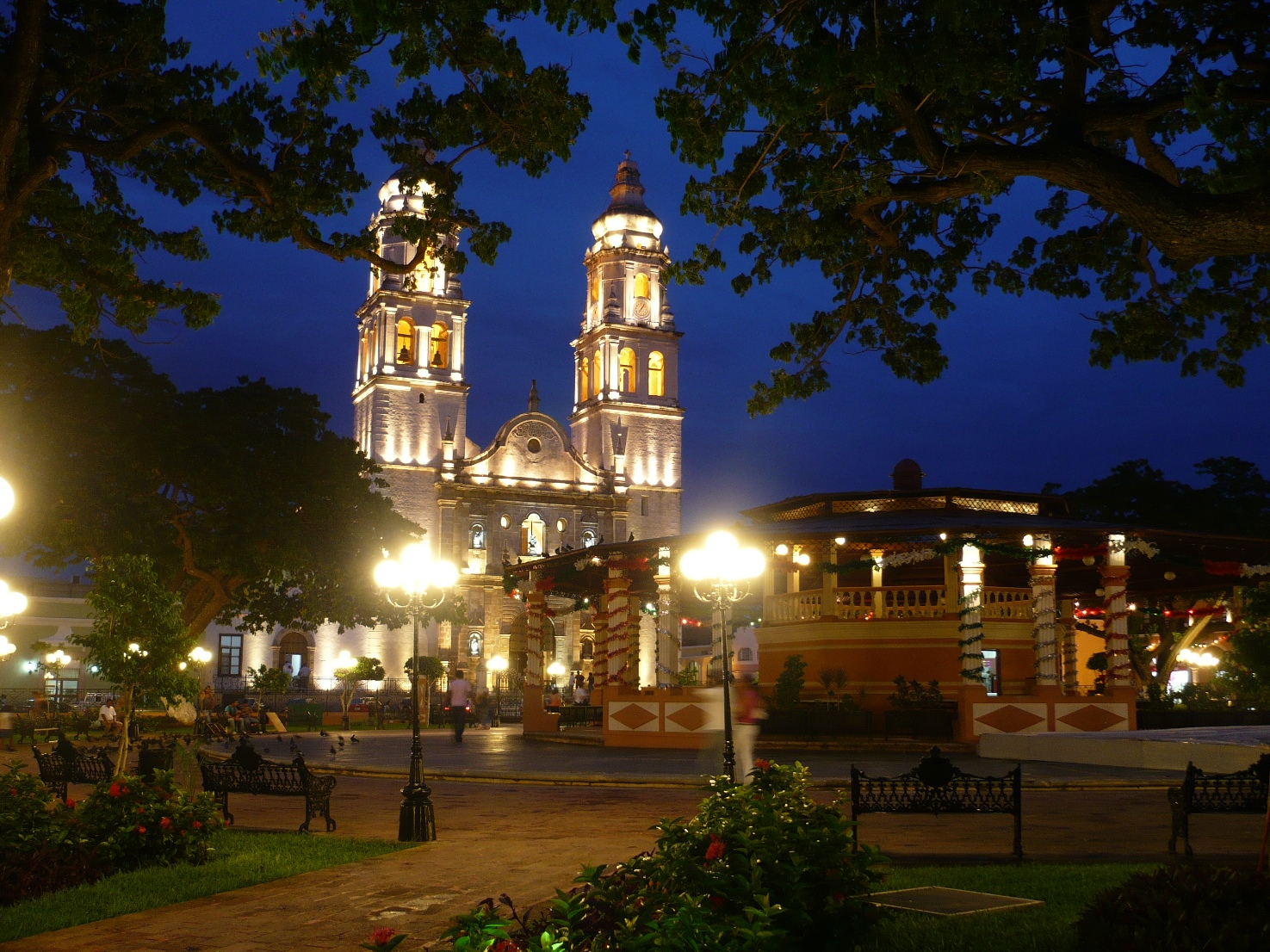
独立公园

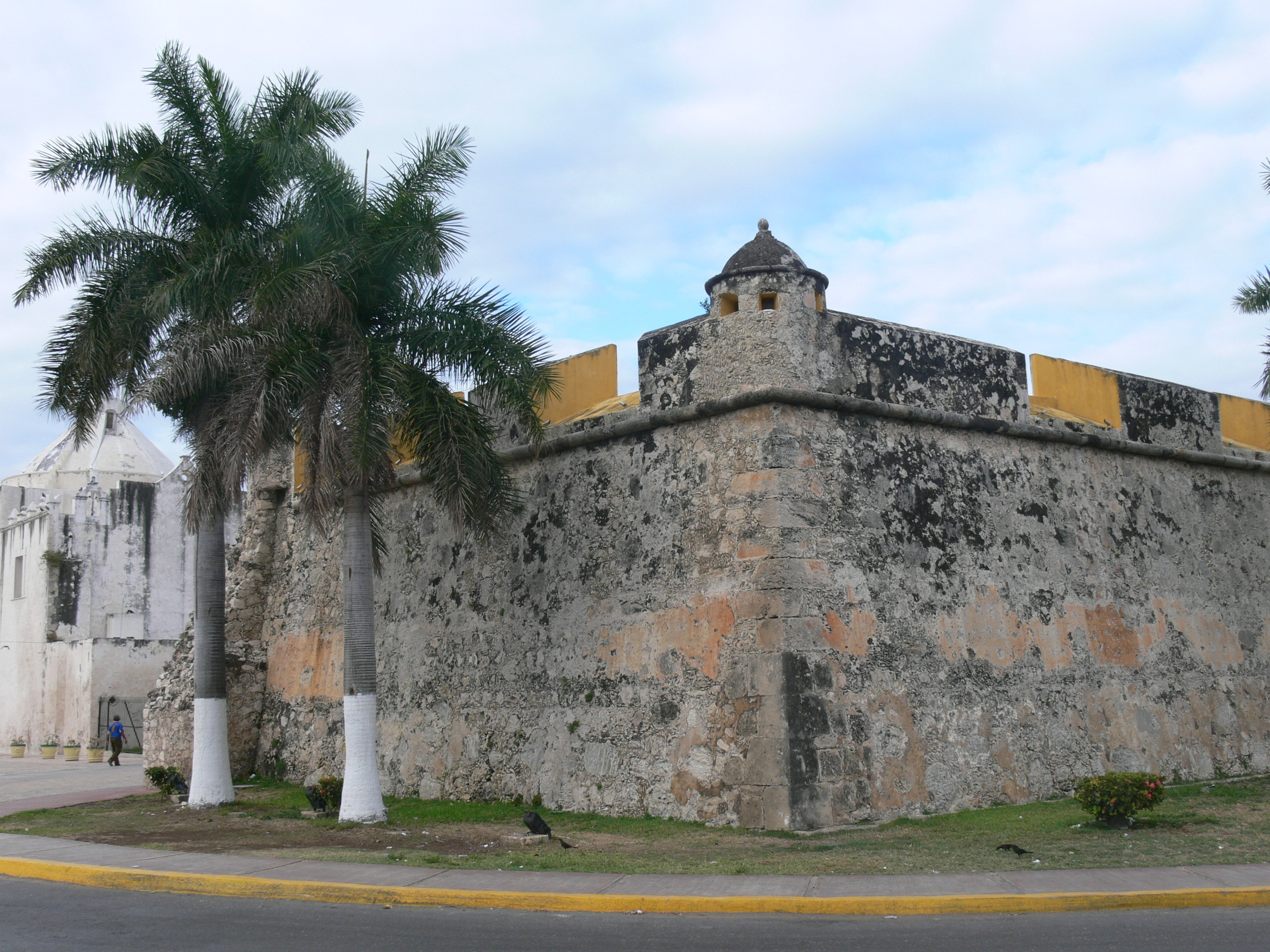
坎佩切的护城墙

## 气候
由于墨西哥湾洋流的影响，坎佩切有温暖潮湿的气候特点，日平均气温在24℃-28℃之间。年降雨量平均为96.5cm，其中最高月平均降雨量出现在8月-9月。
| 坎佩切                               | 坎佩切   | 坎佩切   | 坎佩切   | 坎佩切   | 坎佩切   | 坎佩切    | 坎佩切    | 坎佩切    | 坎佩切    | 坎佩切    | 坎佩切   | 坎佩切   | 坎佩切       |
| 月份                                 | 1月      | 2月      | 3月      | 4月      | 5月      | 6月       | 7月       | 8月       | 9月       | 10月      | 11月     | 12月     | 全年         |
| ------------------------------------ | -------- | -------- | -------- | -------- | -------- | --------- | --------- | --------- | --------- | --------- | -------- | -------- | ------------ |
| 平均高温 °C（°F）                    | 20 (68)  | 25 (77)  | 30 (86)  | 35 (95)  | 37 (99)  | 35 (95)   | 41 (106)  | 34 (93)   | 30 (86)   | 25 (77)   | 25 (77)  | 19 (66)  | 33 (91)      |
| 平均低温 °C（°F）                    | 15 (59)  | 19 (66)  | 20 (68)  | 22 (72)  | 23 (73)  | 23 (73)   | 29 (84)   | 23 (73)   | 23 (73)   | 22 (72)   | 17 (63)  | 15 (59)  | 21 (70)      |
| 平均降水量 mm（）                    | 31 (1.2) | 10 (0.4) | 16 (0.6) | 13 (0.5) | 52 (2.0) | 174 (6.9) | 186 (7.3) | 189 (7.4) | 207 (8.1) | 111 (4.4) | 45 (1.8) | 29 (1.1) | 1,060 (41.7) |
| 来源：Servico Meteorológico Nacional |          |          |          |          |          |           |           |           |           |           |          |          |              |

## 世界遗产

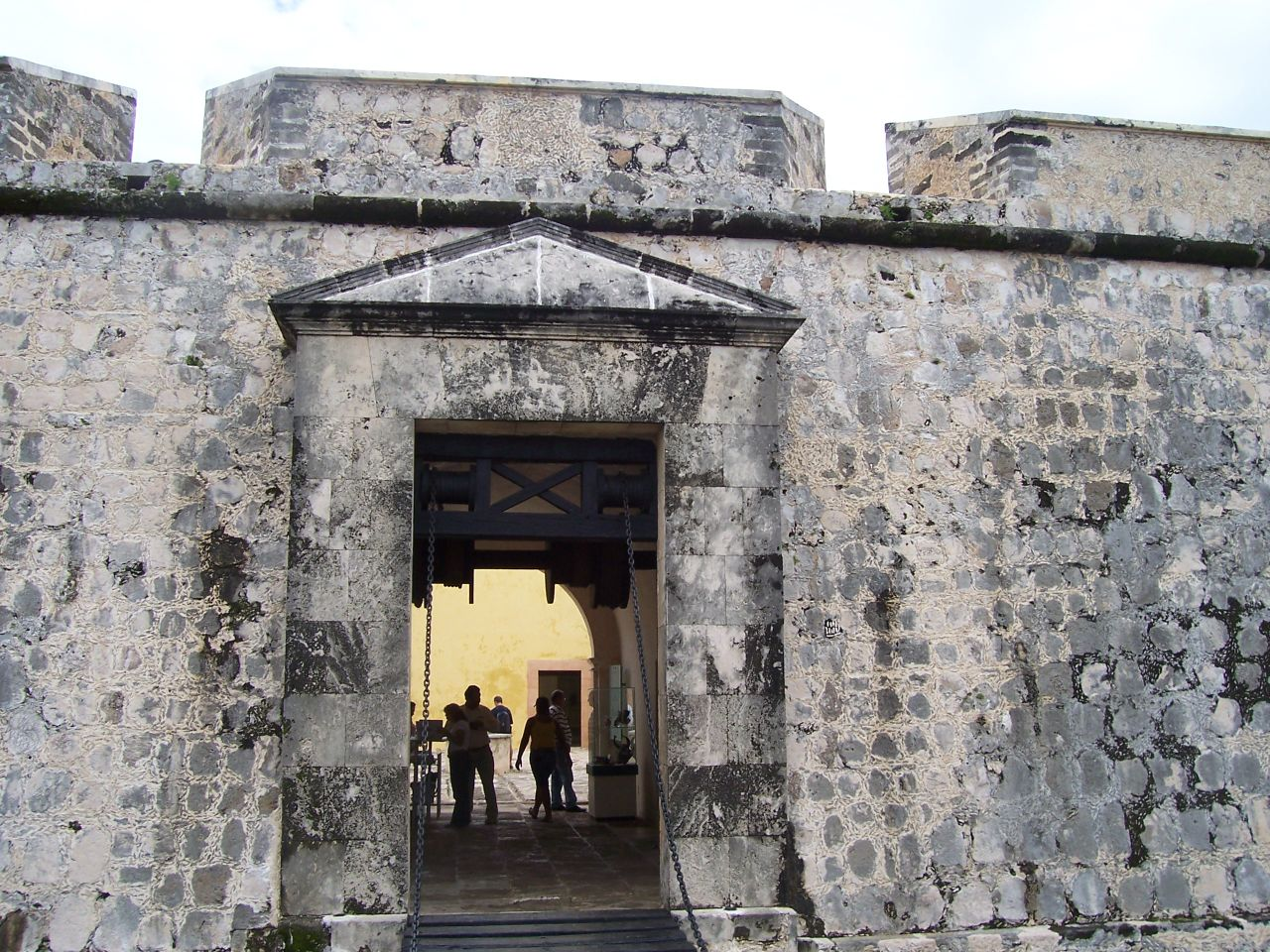
圣米格尔堡

由于坎佩切曾经是西班牙的殖民地，因此保留了许多巴洛克式风格的建筑。经过规划，城市的布局呈网状分布。由于在近代160多年里经常遭受来自英国和荷兰海盗的袭击，尤其如法蘭西斯·德瑞克、约翰·霍金斯、劳伦斯·德·格拉夫、科内利斯弗林·约尔、雅各布·杰克逊、吉恩·拉菲特、弗朗西斯科·格拉蒙特、威廉·帕克、弗朗西斯科·瑙、亨利·摩根等人率领的船队肆无忌惮的攻击，在1686年的时候，城市政府决定建筑防御工事。
来自法国的路易斯·布沙尔工程师受到政府委托，指导建立了环绕城市的护城墙。护城墙全长2560多米，在城市的主要部分组成了一个不规则的六边形，8个防御用的棱堡位于角落。今天，这些壁垒有不同的功能，具体职能如下：
- 圣地亚哥：植物园
- 圣佩德罗：原先的监狱

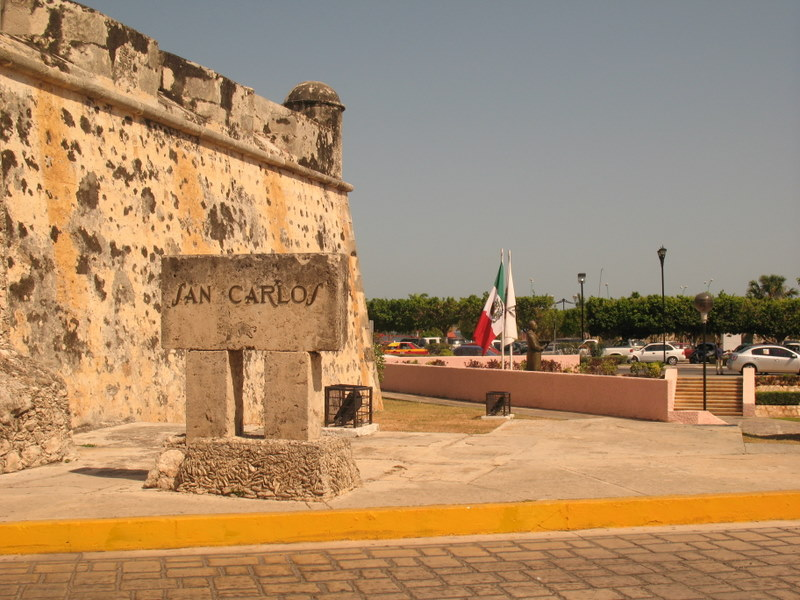
圣佩德罗壁垒

- 圣弗兰西斯科：保护“地门”（国家人类学和历史研究所图书馆）
- 圣胡安：保护“地门”
- 圣母德拉索莱达：保护“海门”
- 圣卡洛斯：主管市博物馆，这是最早建立的一个堡垒，保护“海门”
- 圣罗莎

### 登录基准
该世界遗产被认为满足世界遺產登錄基準中的以下基準而予以登錄：
- （ii）在某期间或某种文化圈里对建筑、技术、纪念性艺术、城镇规划、景观设计之发展有巨大影响，促进人类价值的交流。
- （iv）关于呈现人类历史重要阶段的建筑类型，或者建筑及技术的组合，或者景观上的卓越典范。